# Pintor de Pentesilea

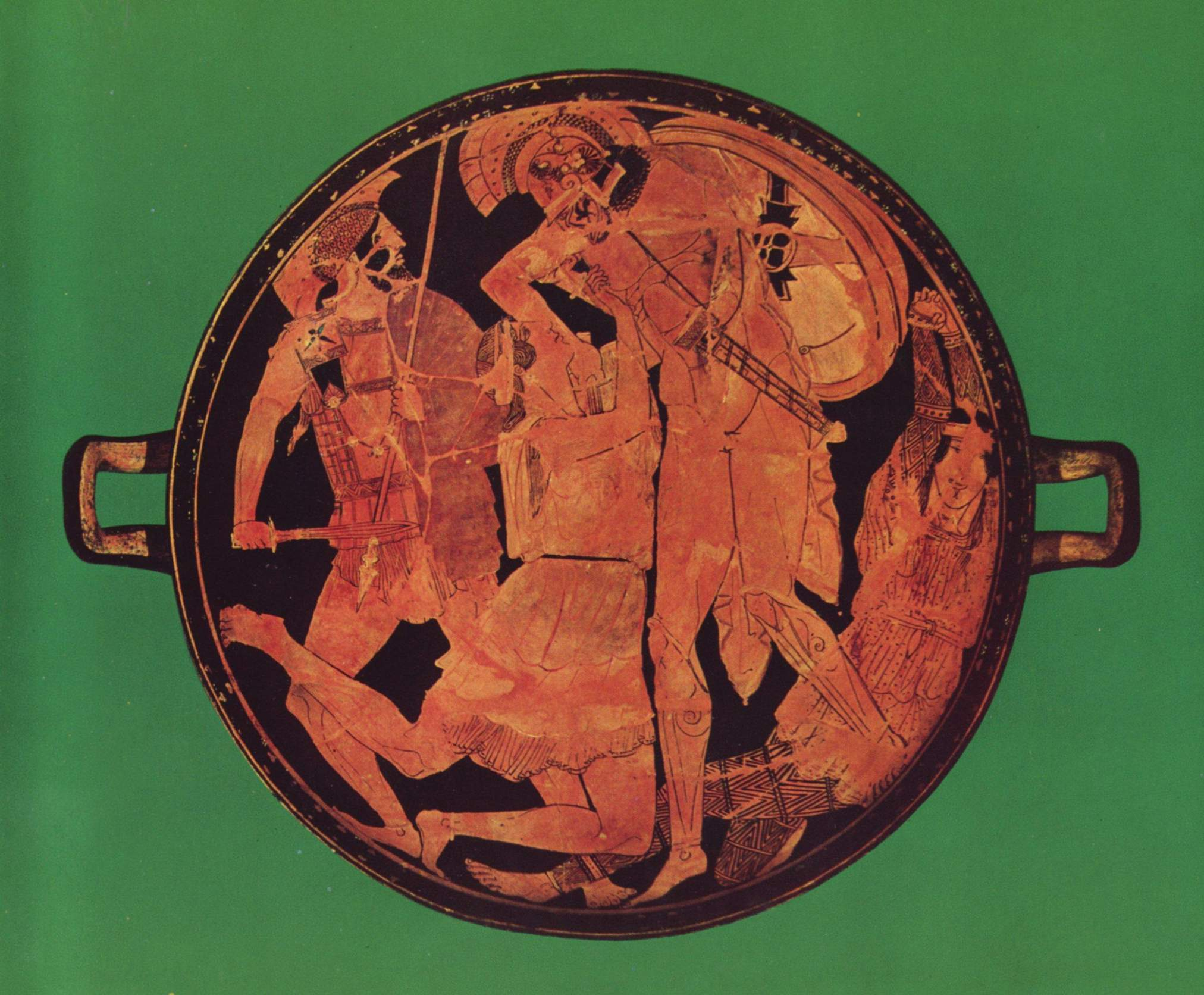
Representación de Pentesilea, en una copa de Vulci; circa 470/460 a. C. Múnich, Staatliche Antikensammlungen.

El Pintor de Pentesilea (activo entre 470 y 450 a. C. en Atenas) fue un pintor griego de vaso de cerámica ática de figuras rojas. Su verdadero nombre es desconocido. Su nombre convenido se deriva de su vaso epónimo, "copa 2688" en Múnich, cuyo interior representa el asesinato de Pentesilea por Aquiles. Sobre la base de esa obra, John Beazley atribuyó al pintor 177 vasos conocidos, de los cuales unos 100 solo sobreviven de forma fragmentaria. Las copas, 149 en número, representan la mayor parte de su trabajo. El resto está distribuido entre pequeñas formas como escifos y cántaros.

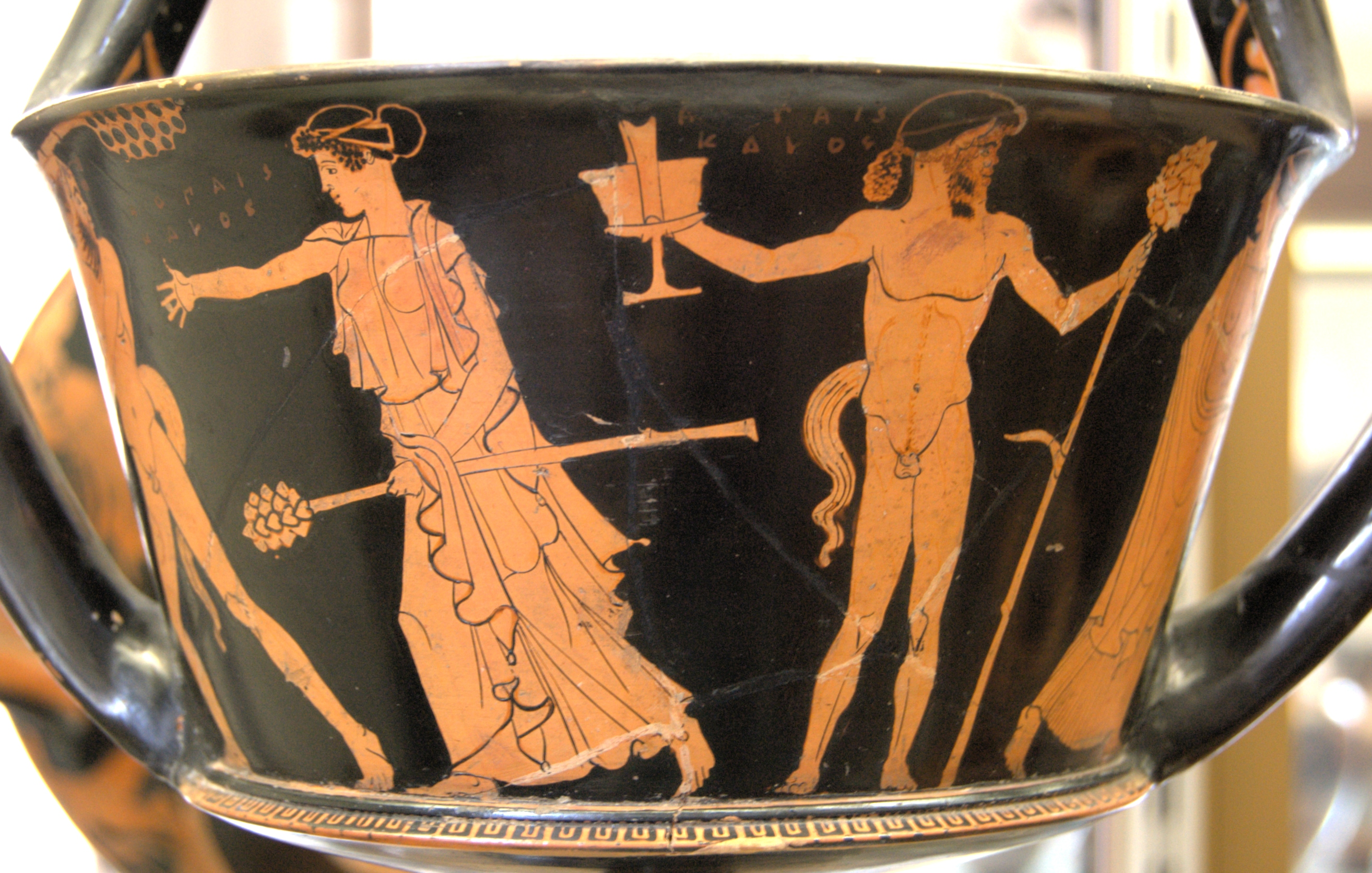
Sátiro y ménade en un esquifo, París, Bibliothèque Nationale, Cabinet des Médailles.

Su obra se caracteriza por grandes figuras que llenan el espacio y cuya postura a menudo se dobla para que puedan caber en el vaso. Por la misma razón, la decoración ornamental alrededor de los bordes es a menudo muy estrecha. Sus obras también se caracterizan por ser muy coloridas, permitiendo varios tonos intermedios. Además del rojo coral oscuro y el rojo claro habitual, también utiliza tonos de marrón, amarillo, blanco-amarillo y oro. Sus figuras están pintadas notablemente meticulosamente en cada detalle. A diferencia de muchos de sus contemporáneos, parece haber pintado él mismo las imágenes subsidiarias o exteriores en sus vasos. Una excepción es su primera "ccopa T 212" en el Museo Arqueológico Nacional de Ferrara, con imágenes exteriores del Pintor de Splanchnoptes. Las obras del Pintor de Pentesilea están dominadas por las representaciones de niños y jóvenes dedicados a la actividad atlética, escenas de enseñanza, armamento y armaduras, así como escenas de personas con caballos hablando. Aunque pintó algún motivo mitológico ocasional, son tan raros que deben considerarse una excepción en su obra. A lo largo de su carrera, las escenas de la vida cotidiana ganan cada vez más terreno en sus pinturas.
En sus obras posteriores, su amor por el detalle se pierde y es reemplazado por motivos estarcidos, sus composiciones básicas indistinguibles de las típicas mercancías producidas en masa. Sus líneas se vuelven más informales, pero no pierden su certeza, de modo que incluso estas obras conservan un encanto distintivo, marcándolo como uno de los grandes maestros de la pintura griega de vasos. Su verdadera maestría se encuentra cada vez más en las imágenes subsidiarias de los chicos, en las que parece haberse concentrado cada vez más.
Su mayor importancia para la pintura clásica de vasos radica en el hecho de que se alejó de los motivos habituales y los sustituyó por motivos típicos de la vida cotidiana. Su énfasis en los aspectos humanos representaba un nuevo punto de partida y sería una influencia importante en el desarrollo de la pintura de vasos.
Además de la copa de Pentesilea, "copa 2689", también en Múnich, es considerado su otra obra maestra. Su interior muestra el asesinato de Ticio por Apolo

## Obras selectas
| Nombre                                                              | Imágenes | Imágenes | Dimensiones                           | Tipo                                       | Fecha           | Descripción                                                                                           | Registro del museo |
| ------------------------------------------------------------------- | -------- | -------- | ------------------------------------- | ------------------------------------------ | --------------- | --- | ------------------ |
| Berlín, Antikensammlung                                             |          |          |                                       |                                            |                 | |                    |
| copa esquifo F 2591                                                 |          |          |                                       |                                            |                 | |                    |
| fragmento de un esquifo 31573, V. 162                               |          |          |                                       |                                            |                 | |                    |
| Bolonia, Museo Civico                                               |          |          |                                       |                                            |                 | |                    |
| fragmento de una crátera 289                                        | Imagen   |          | ----                                  | Crátera de cáliz                           | c.450           | Amazonomaquia                                                                                         |                    |
| copa PU 272                                                         |          |          |                                       |                                            |                 | |                    |
| Boston, Museo de Bellas Artes                                       |          |          |                                       |                                            |                 | |                    |
| esquifo 01.8032                                                     |          |          | H. 23 cm; D. 23 cm                    | esquifo de figuras rojas                   | c. 450 a. C.    | Ménades y Pan                                                                                         | Registro           |
| copa 03.815                                                         |          |          | H. 15.5 cm                            | kílix de figuras rojas                     | c. 460 a. C.    | Int: Ninfoa con cetro y vaso; Ext: Dos mujeres y cuatro jóvenes                                       | Registro           |
| copa 13.84                                                          |          |          | H. 27 cm; D. 27 cm                    | kílix de figuras rojas                     | c. 450 a. C.    | Int: jovenhablando con una mujer; Ext: Sátiros y ménades                                              | Registro           |
| copa 28.48                                                          |          |          | H. 9.8 cm; D. 23.8 cm                 | kílix de figuras rojas                     | c. 460 a. C.    | Int: Dos chicos hablando; Ext: Chicos en el gimnasio                                                  | Record             |
| Cambridge Massachusetts, Museo de Arte de la Universidad de Harvard |          |          |                                       |                                            |                 | |                    |
| kílix 1925.30.130                                                   |          |          | H. 11.3 cm.; D. 27.3 cm               | kílix de cerámica ática de figuras rojas   | 470-460 a. C.   | Int: Sátiro y ménade; ExtA: Guerrero presentado a Zeus por Iris; ExtB: Partida de guerrero, con Iris. |                    |
| Chicago, IL, Art Institute of Chicago                               |          |          |                                       |                                            |                 | |                    |
| Kílix 1889.27                                                       |          |          |                                       | Kílix de cerámica ática de figuras rojas   | 460 a. C.       | Int: Hombre joven con mujer.                                                                          | Registro           |
| Ferrara, Museo Arqueológico Nacional                                |          |          |                                       |                                            |                 | |                    |
| copa T 18 C                                                         |          |          | ----                                  | Attic Red-figure kylix                     | 460-450 BC      | Int: Apoteosis de Teseo, Ext: Combate                                                                 |                    |
| copa T 212                                                          |          |          |                                       |                                            |                 | |                    |
| Hamburgo, Museum für Kunst und Gewerbe                              |          |          |                                       |                                            |                 | |                    |
| copa 1900.164                                                       | Images   |          | ----                                  | Kílix de figuras rojas                     | c. 450 a. C.    | Int: niño sentado con lira, y joven; Ext: jóvenes y caballos                                          |                    |
| Londres, museo Británico                                            |          |          |                                       |                                            |                 | |                    |
| copa E 72                                                           |          |          |                                       |                                            |                 | |                    |
| Madison Wisconsin, Chazen Museum of Art                             |          |          |                                       |                                            |                 | |                    |
| Kílix 1976.31                                                       |          |          | H. 15.25 cm; D. 45.56 cm              | kílix de figuras rojas                     | c. 455 a. C.    | Int: Teseo luchando con el toro de Maratón                                                            | Record             |
| Múnich, Gliptoteca y Antikensammlung                                |          |          |                                       |                                            |                 | |                    |
| cántaros 2565                                                       |          |          |                                       |                                            |                 | |                    |
| copa de Pentesilea (2688)                                           |          |          | H. 7 cm; D. 43 cm                     | Kílix de cerámica ática de figuras rojas   | 470–460 a. C.   | Aquiles matando a Pentesilea                                                                          |                    |
| copa 2689                                                           |          |          | H. 7 cm; D. 40 cm                     | Kílix de cerámica ática de figuras rojas   | 460–450 a. C.   | Apolo, Ticio y una diosa (probablemente Gaia defendiendo a su hijo, o Leto).                          |                    |
| Nueva York, Museo Metropolitano de Arte                             |          |          |                                       |                                            |                 | |                    |
| esquifo 06.1079                                                     |          |          | H. 16.2 cm; D. 30.2 cm                | Esquifo de figuras rojas                   | c. 460 a. C.    | A & B: Un hombre joven va a la guerra                                                                 | Registro           |
| píxide 07.286.36                                                    |          |          | H. 12.1 cm D. 17.2 cm                 | píxide con tapa de técnica de fondo blanco | 460-450 a. C.   | Juicio de Paris                                                                                       | Registro           |
| bobina 28.167                                                       |          |          | D. 12.8 cm                            | bobina ática de fondo blanco               | 460-450 a. C.   | A: Nike & un jovven; B: Eros y un joven                                                               | Registro           |
| copa 41.162.9                                                       |          |          | H. 16.4 cm; D. 36.7 cm                | Kílix de figuras rojas                     | c. 460 a. C.    | Int: Hombre cazando un jabalí; Ext: Atletas                                                           | Record             |
| Oxford, Museo Ashmolean                                             |          |          |                                       |                                            |                 | |                    |
| copal 1931.12                                                       | Imagen   |          |                                       | Kílix de figuras rojas                     | c. 450 a. C.    | Int: Nike vistiendo a un toro para el sacrificio                                                      |                    |
| París, Bibliothèque Nationale (Cabinet des Médailles)               |          |          |                                       |                                            |                 | |                    |
| De Ridder 814                                                       |          |          | H. 12.6 cm, L. 41.9 cm, D. 33.7 cm    | Kílix de figuras rojas                     | 480 - 450 a. C. | Int: Jinete; Ext: Escena de armamento                                                                 | Registro           |
| De Ridder 849                                                       |          |          | H. 28.9 cm, L. 28.2 cm, D. 20.6 cm    | Cántaros de figuras rojas                  | c. 460 a. C.    | Sátiros y ménades                                                                                     | Registro           |
| París, Museo del Louvre                                             |          |          |                                       |                                            |                 | |                    |
| copa G 382                                                          |          |          |                                       |                                            |                 | |                    |
| copa G 448                                                          |          |          | H. 16.50 cm; L. 44.80 cm; D. 36.10 cm | Kílix de cerámica de figuras rojas         | 460–450 a. C.   | Int: Sileno y ménade                                                                                  |                    |
| Filadelfia, University Museum                                       |          |          |                                       |                                            |                 | |                    |
| hidria L-64-41                                                      | Imagen   |          | dimensiones                           | Hidria de figuras rojas                    | 460-450 a. C.   | Tres mujeres en una escena doméstica                                                                  |                    |
| kílix L-637-1a                                                      | Imagen   |          | H. 12.5 cm; D. 45.7 cm                | Kílix de figuras rojas                     | 520-420 a. C.   | Int: Chico proponiendo a una chica; Ext: Dpartida de un joven jinete                                  |                    |
| kílix MS 2495                                                       | Imagen   |          | H. 9 cm; D. 24 cm                     | Red-figure kylix                           | 475-450 a. C.   | Int: Dos chicos enfrentados; Ext: Nike y jóvenes ciudadanos                                           |                    |
| kílix MS 5693                                                       | Imagen   |          | H. 7.8 cm; D. 29 cm                   | Red-figure kylix                           | 460-450 a. C.   | Int: Dos chicos en el gimnasio; Ext: Nike separa a un chico y a un hombre                             |                    |
| Viena, Museo de Historia del Arte de Viena                          |          |          |                                       |                                            |                 | |                    |
| copa 3700                                                           |          |          |                                       |                                            |                 | |                    |